# Hamiltonstövare
Der Hamiltonstövare ist eine von der FCI anerkannte schwedische Hunderasse (Gr. 6, Sek. 1.2, Standard-Nummer 132).

## Herkunft und Geschichtliches
Der Jäger und Hundezüchter Adolf Patrick Hamilton schuf ihn, indem er Holsteiner Bracke mit der Hannoverschen Haidbracke kreuzte. Dazu kamen die Kurländer Bracke und der Foxhound. Erstmals wurde er 1886 ausgestellt.

## Beschreibung
Deutlich ist die Herkunft der Hunde zu erkennen; der dreifarbige Brackentyp wird bis zu 60 cm groß. Das Haar ist harsch, kurz und sehr dicht am Körper anliegend. Die Ohren sind ziemlich hoch angesetzt. In ihrer Länge reichen sie, nach vorn gehalten, nicht ganz bis zur Hälfte der Schnauze.

## Verwendung
Der Hamiltonstövare findet als Jagd- und Begleithund Verwendung.